# Покровское (Галичский район)
Покровское — село в Ореховском сельском поселении Галичского района Костромской области России. 

## География
Село расположено на высокой надпойменной террасе у правого берега реки Тойга в месте впадения в реку Вёкса (левый приток реки Кострома).

## История
Согласно Спискам населенных мест Российской империи в 1872 году деревня Покровское относилась к 1 стану Галичского уезда Костромской губернии. В ней числилось 3 двора, проживало 5 мужчин и 12 женщины. В селе имелась православная церковь.
Согласно переписи населения 1897 года в деревне Покровское проживало 30 человек (12 мужчин и 18 женщин).
Согласно Списку населенных мест Костромской губернии в 1907 году деревня относилась к Вознесенской волости Галичского уезда Костромской губернии. По сведениям волостного правления за 1907 год в ней числилось 5 крестьянских дворов и 46 жителей. Основным занятием жителей деревни, помимо земледелия, был малярный промысел.
До муниципальной реформы 2010 года село входило в состав Унорожского сельского поселения.